# Wildomar
Wildomar város az USA Kalifornia államában, Riverside megyében. Lakosainak száma 36 875 fő (2020. április 1.).

## Népesség
A település népességének változása:

| 2010 | 32 176 |
| 2020 | 36 875 |